# 十字砲火 (映画)
『十字砲火』（Crossfire）は、1947年のアメリカ合衆国のノワール・ドラマ映画である。同年にアカデミー作品賞を受賞した『紳士協定』と同様に反ユダヤ主義をテーマとする内容であり、監督をエドワード・ドミトリクが務め、リチャード・ブルックスの1945年の小説を基にジョン・パクストンが脚本を執筆した。出演はロバート・ミッチャム、ロバート・ヤング、ロバート・ライアン、グロリア・グレアムらである。第20回アカデミー賞には5部門にノミネートされた。

## プロット
物語の冒頭、ホテルの客室でジョセフ・サミュエルズというユダヤ人男性が撲殺され、部屋から立ち去る二人の男の影が示される。事件を捜査するフィンレイ警部は、殺人犯がサミュエルズと彼の女性連れが死亡した夜にホテルのバーにいた復員兵グループの中にいるのではないかと疑う。
元警官の「モンティ」モンゴメリーはフィンレイに、彼と友人のフロイド・バワーズがホテルのバーでサミュエルズと出会い、彼のアパートへ上がったところ、サミュエルズが伍長「ミッチ」ミッチェルと話しているのを見つけたと話す。モンティの証言を手掛かりに捜査は進んでいくが、徐々に新しい事実が判明し始める。

## キャスト
- フィンレイ警部：ロバート・ヤング（英語版）
- キーリー軍曹：ロバート・ミッチャム
- モンゴメリー：ロバート・ライアン
- ギニー・トレメイン：グロリア・グレアム
- ミスター・トレメイン：ポール・ケリー（英語版）
- ジョセフ・サミュエルズ（殺された復員兵）：サム・レヴェン（英語版）
- ルイス（サミュエルの女友だち）：マリオ・ドワイアー
- メアリー・ミッチェル：ジャクリーン・ホワイト（英語版）
- フロイド・バウワーズ：スティーヴ・ブロディ（英語版）
- アーサー・“ミッチ”・ミッチェル：ジョージ・クーパー
- ビル・ウィリアムズ：リチャード・ベネディクト（英語版）
- リチャード・パワーズ刑事：トム・キーン（英語版）
- リロイ：ウィリアム・ピップス
- ハリー：レックス・バーカー

## 製作
脚本は映画監督・脚本家のリチャード・ブルックスによる1945年の小説『The Brick Foxhole』を基にジョン・パクストンが執筆した。ブルックスは海兵隊でトレーニング映画を撮影する合間に小説を書き上げ、従軍中に出版された。小説では同性愛者が被害者であったが、当時のハリウッドのヘイズ・コードではそれは性的倒錯と見なされていた。したがって小説にあるホモフォビアのテーマはレイシズム・反ユダヤ主義に置き換えられた。またブルックスは海兵隊所属中にロバート・ライアンと出会い、映画化の際の出演を持ちかけた。

## 受賞とノミネート
| 賞               | 年   | 部門         | 候補 | 結果       |
| ---------------- | ---- | ------------ | --- | ---------- |
| アカデミー賞     | 1947 | 作品賞       | RKO | ノミネート |
| アカデミー賞     | 1947 | 助演男優賞   | ロバート・ライアン | ノミネート |
| アカデミー賞     | 1947 | 助演女優賞   | グロリア・グレアム | ノミネート |
| アカデミー賞     | 1947 | 監督賞       | エドワード・ドミトリク | ノミネート |
| アカデミー賞     | 1947 | 脚色賞       | ジョン・パクストン | ノミネート |
| 英国アカデミー賞 | 1948 | 作品賞       | 『十字砲火』 | ノミネート |
| カンヌ国際映画祭 | 1947 | 社会的映画賞 | エドワード・ドミトリク | 受賞       |
| エドガー賞       | 1948 | 映画賞       | ジョン・パクストン (脚本家) リチャード・ブルックス (原作者) ドア・シャリー (プロデューサー) エイドリアン・スコット (アソシエイト・プロデューサー) エドワード・ドミトリク (監督) | 受賞       |